# Siantar Sitiotio
Siantar Sitiotio is een bestuurslaag in het regentschap Toba Samosir van de provincie Noord-Sumatra, Indonesië. Siantar Sitiotio telt 264 inwoners (volkstelling 2010).